# Campionissimo
Campionissimo è stato un programma televisivo italiano condotto da Gerry Scotti su Italia 1, trasmesso dal lunedì al sabato alle ore 20:00 per 63 puntate, che vanno dal 5 luglio al 15 settembre 1993. Tre anni dopo, cioè nell'estate del 1996, il programma tornò come "format acquistato" su Canale 5 con il nome di Vinca il migliore.

## Il programma

### Strutturazione
Fu un game show che veniva trasmesso dallo Studio 13 di Cologno Monzese, ed era curato da Fatma Ruffini con la scrittura da parte degli autori Tullio Ortolani e Ludovico Peregrini, meglio conosciuto come il "Signor No".

### Svolgimento
Il gioco si svolgeva con 200 concorrenti, che per "sesso" venivano suddivisi in due squadre: 100 maschi da una parte e 100 femmine dall'altra. Loro rispondevano a varie domande di cultura generale con solo quattro opzioni di risposta (A, B, C, D). Chi tra loro ne sbagliava una sola di domanda, esso/a veniva riconosciuto/a tramite un computer e veniva eliminato/a.
E il tutto si procedeva fino alle eliminatorie, quando gli unici concorrenti rimasti delle due squadre si sfideranno faccia a faccia per vincere il premio di 4.000.000 di lire.

## Controversie
Sin dalla sua prima messa in onda, Campionissimo fu accusato di plagio perché troppo simile alla versione "francese" del format originale inglese Everybody's Equal, dal titolo Que le meilleur gagne, che curiosamente fu inizialmente trasmessa nel 1991-92 dalla tv cugina La Cinq e in seguito da France 2; tale accusa arrivò dalla Grundy Productions, cioè la società distributrice di quella versione e che all'epoca era anche in trattative con TMC per l'acquisto dei diritti del programma per l'Italia; e proprio su TMC alle ore 12:30 di lunedì 28 giugno 1993, cioè sette giorni prima del debutto del programma di Italia 1, venne trasmesso la puntata zero di un quiz condotto da Massimo Giuliani intitolante Vinca il migliore (che sarà il titolo futuro per la versione di Canale 5), registrata a Parigi e prodotta proprio dalla Grundy, quindi in forma autorizzata.
Fatma Ruffini, la curatrice del programma per la Mediaset (allora Fininvest), ha respinto più volte l'accusa affermando che è un'idea originale italiana proposta ad ella dall'autore Ludovico Peregrini, ovvero il "Signor No" dei programmi di Mike Bongiorno.